# 包氏扁蝇虎
包氏扁蝇虎又名雙帶扁蠅虎（学名：Menemerus bivittatus）为跳蛛科扁蝇虎属的动物。分布大多數熱帶地區的國際大都市，越南以及中国大陆的福建、广东、海南、云南、台灣、美國等地均有分布。该物种的模式产地在越南。